# Nikon Z fc
A Nikon Z fc egy 20,9-megapixeles DX-formátumú, Z-bajonnettes digitális tükör nélküli fényképezőgép, amelyet a Nikon 2021. június 29-én jelentett be, majd 2021. július 23-án adott ki. A Z fc a Nikon második gépe a Z-bajonettes DX-formátumú gépek kínálatában (a Z 50 után).
Képességileg szinte megegyezik a Z 50-nel, a magnéziumötvözetből készült váz stílusa és a kezelőfelülete viszont klasszikus, retro-stílusú (dedikált, tömör alumíniumból készült záridő-, iso- és expozíciókompenzáció-vezérlőtárcsa, kör alakú kereső, a szögletes pentaprizmára vésett klasszikus Nikon logó, stb.), mely az 1982-ben megjelent filmes Nikon FM2 SLR kialakítását örökíti meg. A gépváz ezüst változata tizenhárom színben kapható (fekete, fehér, mint green, coral pink, amber brown, natural grey, sand beige, midnight grey, chalk blue, mustard yellow, crimson red, walnut brown, olive green). A névben az "f" betű a Nikon történelmét és technológiai fejlődésének ötvözését (azok fúzióját) jelöli, a "c" pedig a mindennapi használatot, mások szerint a kisebb formátumú DX-szenzort jelöli ("crop" szenzor). A gép megvásárolható a Z fc stílusához illeszkedő Nikkor Z 28 mm f/2.8 SE (Special Edition) objektívvel együtt is, melynek kialakítását a klasszikus AI Nikkor objektívek ihlették. Ez mellett szettobjektívje a Nikkor Z DX 16-50 mm f/3.5-6.3 VR objektív ezüst változata is (SL). A gép kapható fekete vázasként is (Z fc "Black Edition"), melyet a Nikon utólag, 2022. november 8-án jelentett be, a Nikkor Z 40 mm f/2 SE (Special Edition), szintén klasszikus stílusú objektívvel együtt.
A Z fc elnyerte a Camera Grand Prix 2022 Editors Choice R&D díját.
Utódjának tekinthető a 2023. szeptember 20-án bejelentett, FX-formátumú Nikon Z f, mely az első Z-bajonettes gép, ami a Z 9 és Z 8 professzionális gépek után megkapta azok képességeinek egy részét és az Expeed 7 képfeldolgozó processzort.

## Tulajdonságok
- 20,9 megapixeles CMOS képérzékelő
- ISO-tartomány: 100–51 200 (expanded: 100–204 800)
- 209-pontos hibrid AF rendszer, ami automatikusan kapcsol át fázisérzékelős és kontrasztérzékelős módok között (a fókuszpontok a kereső 90%-át fedik)
- 11 kép/mp sorozatfelvétel
- Nikon Expeed 6 képfeldolgozó processzor
- Elektronikus kereső 2,36 millió pontos kijelzővel, 1.02×-s nagyítással
- Hátsó, 3"-es kihajtható érintőképernyő (1,04 millió képponttal)
- 1080p 120 fps-ig, 4K videófelvétel 30 fps-ig
- Nikon EN-EL25 újratölthető Li-ion, kompatibilis még: EN-EL25a (csak fw. v1.50+)
- Az F-bajonettes objektívek az FTZ bajonettadapter segítségével használhatóak

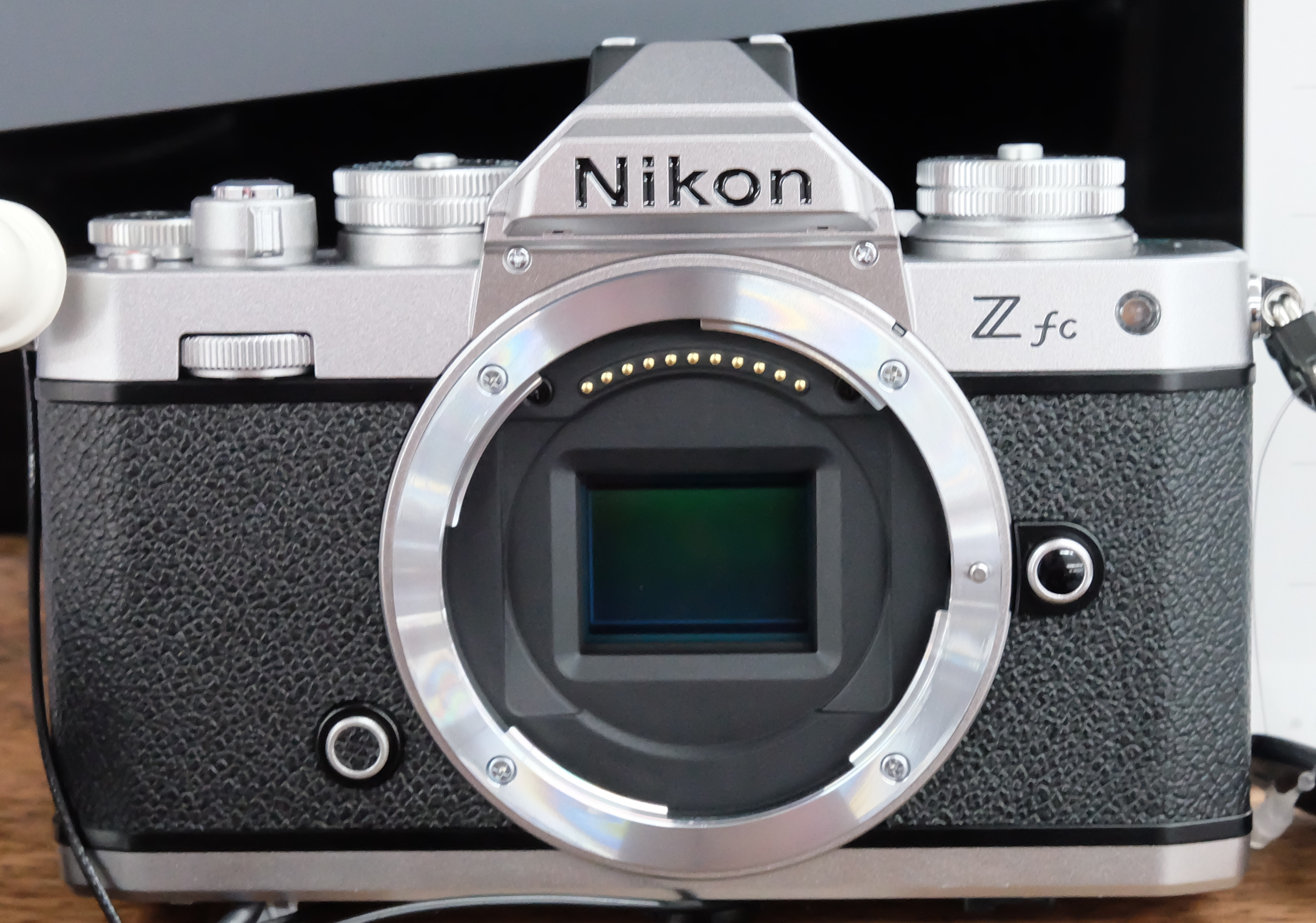
Z fc és APS-C szenzora
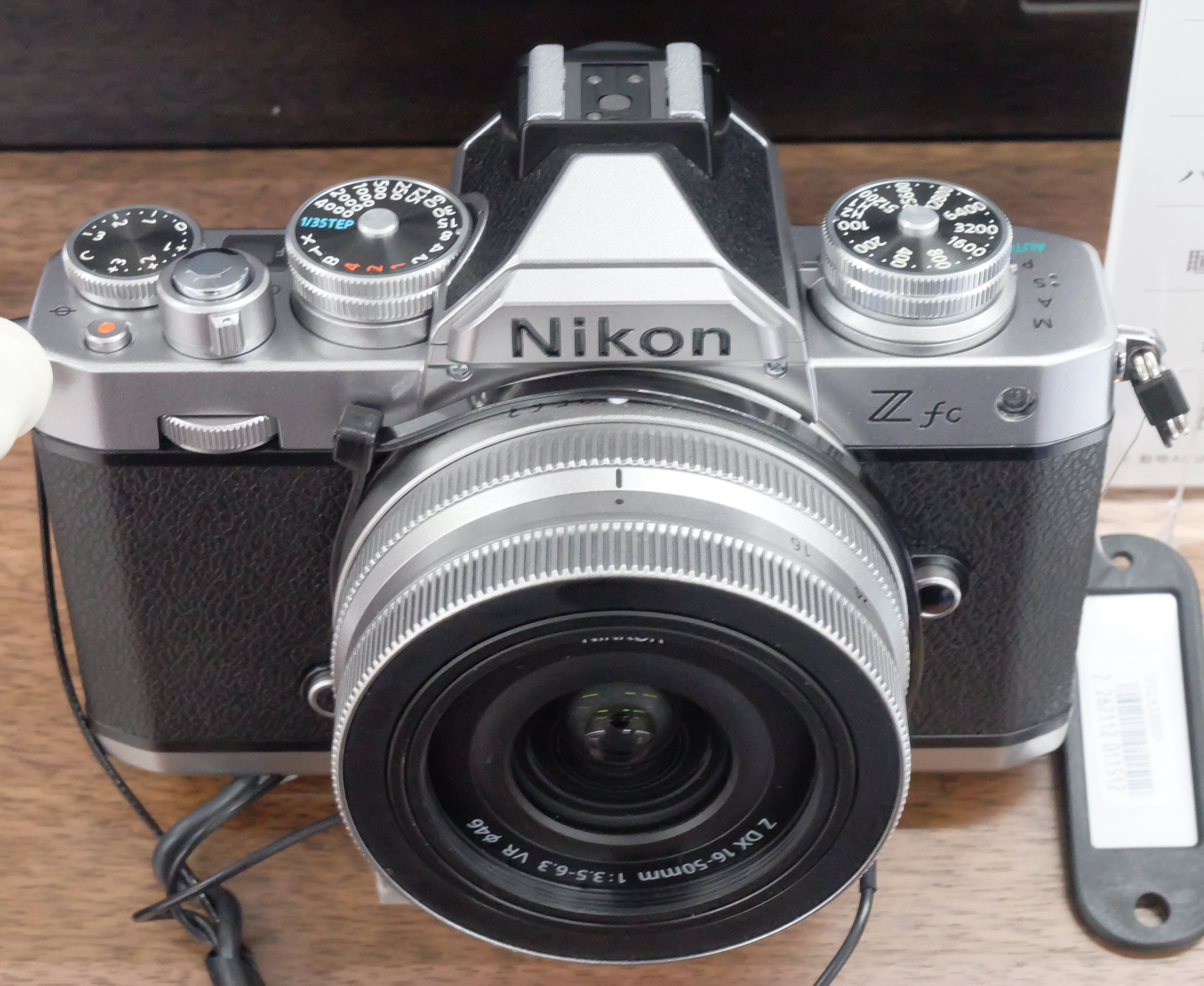
Z fc + NIKKOR Z DX 16-50 mm f/3.5-6.3 VR
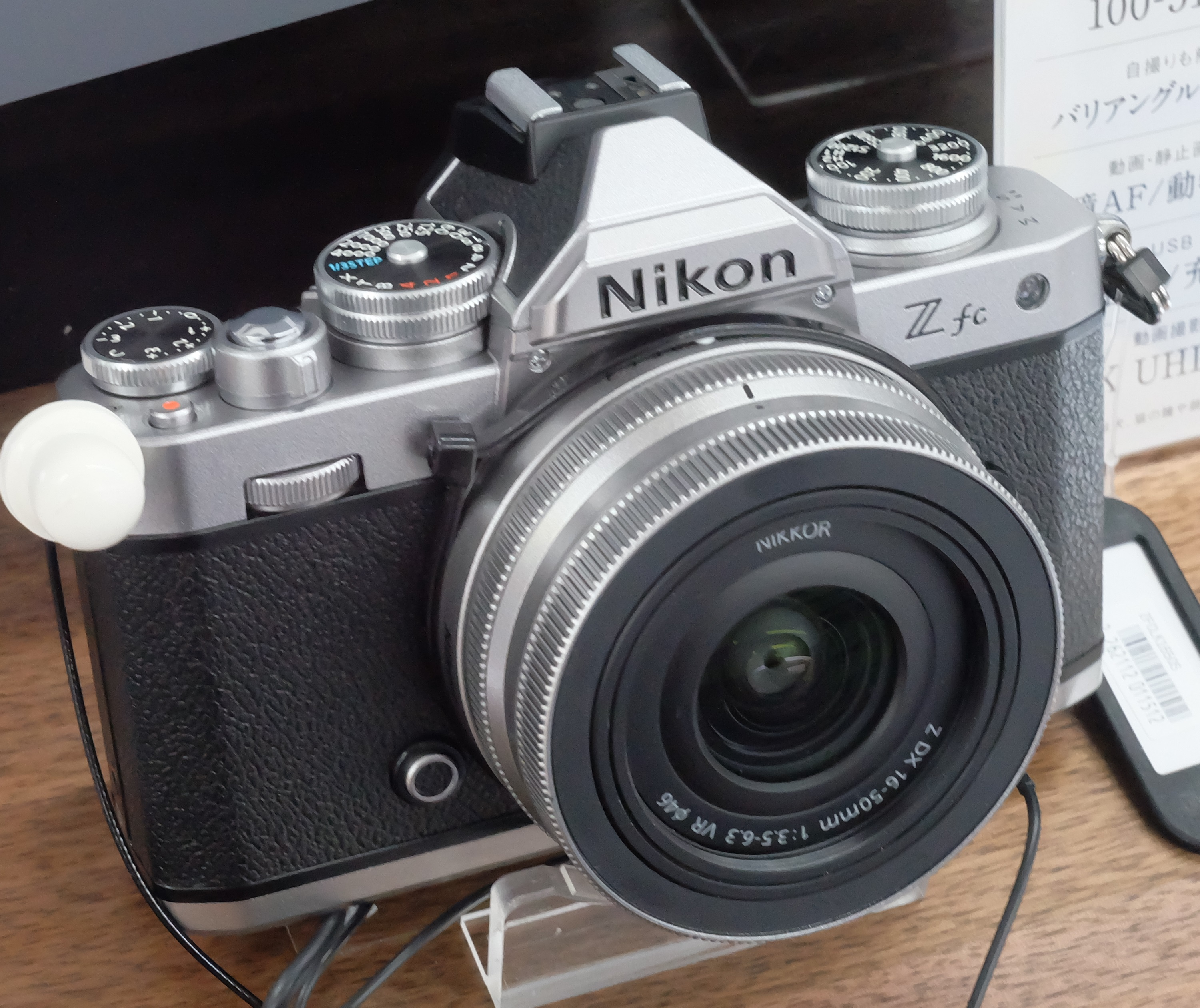
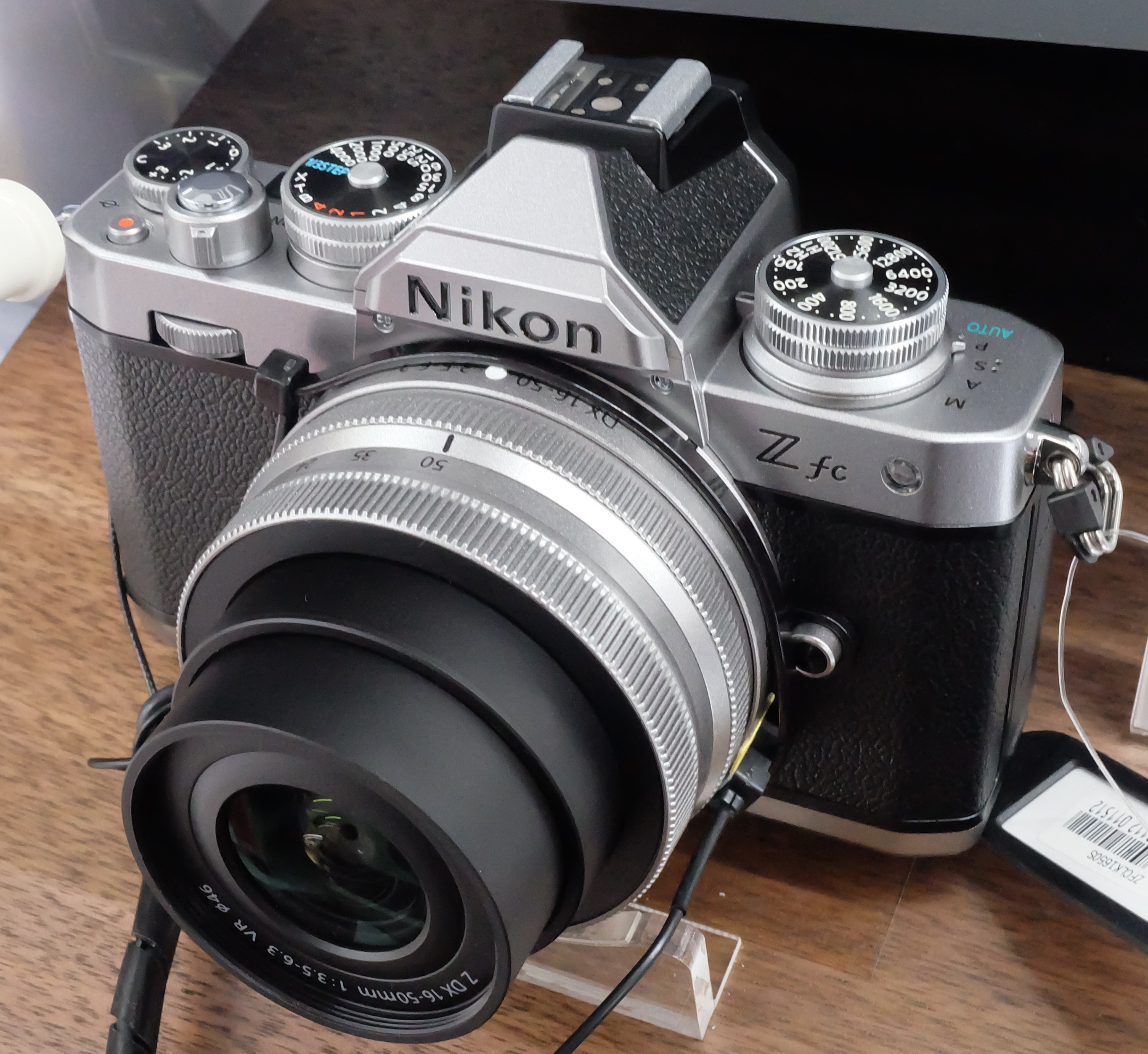
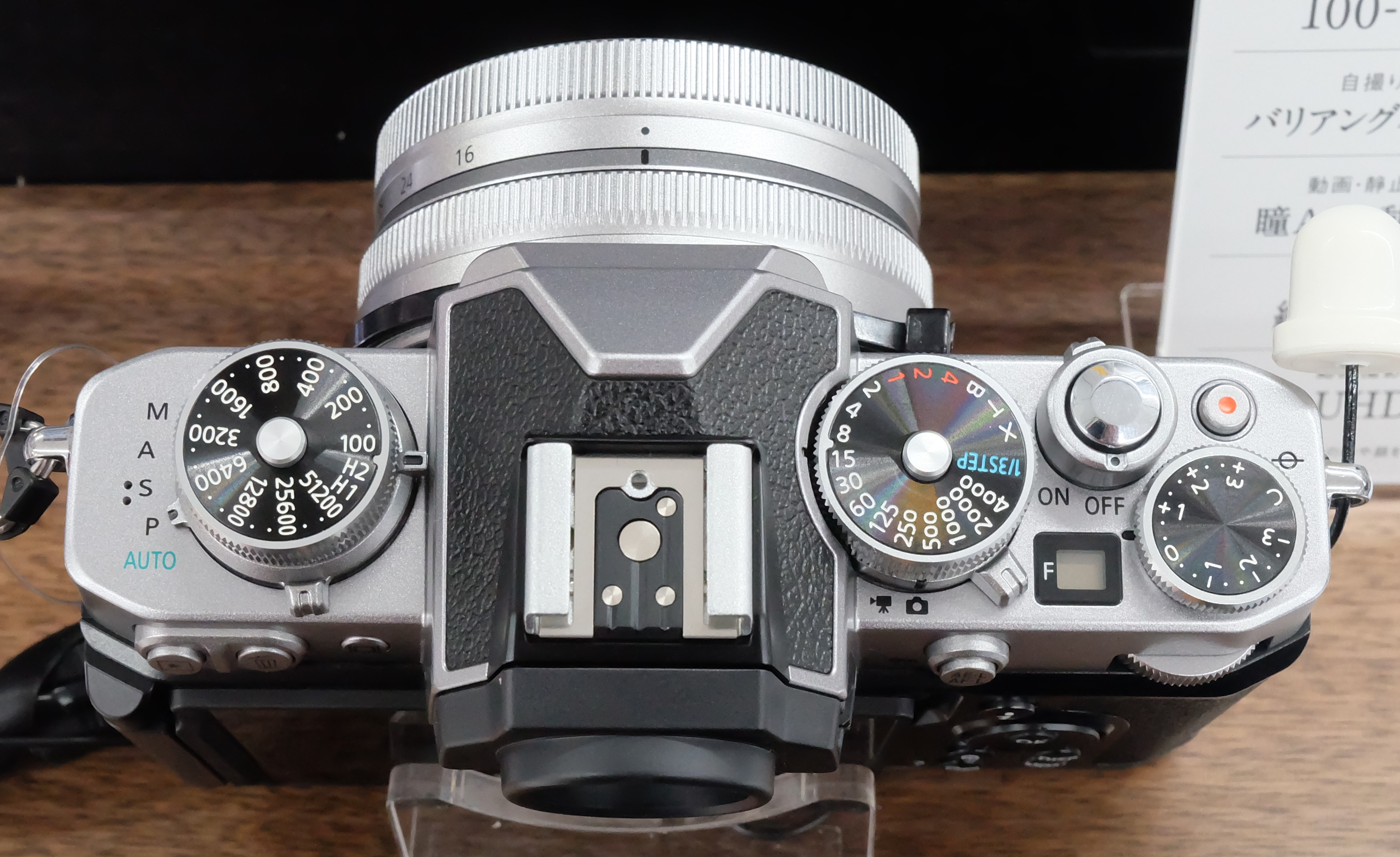
Felső, fizikai vezérlőtárcsák
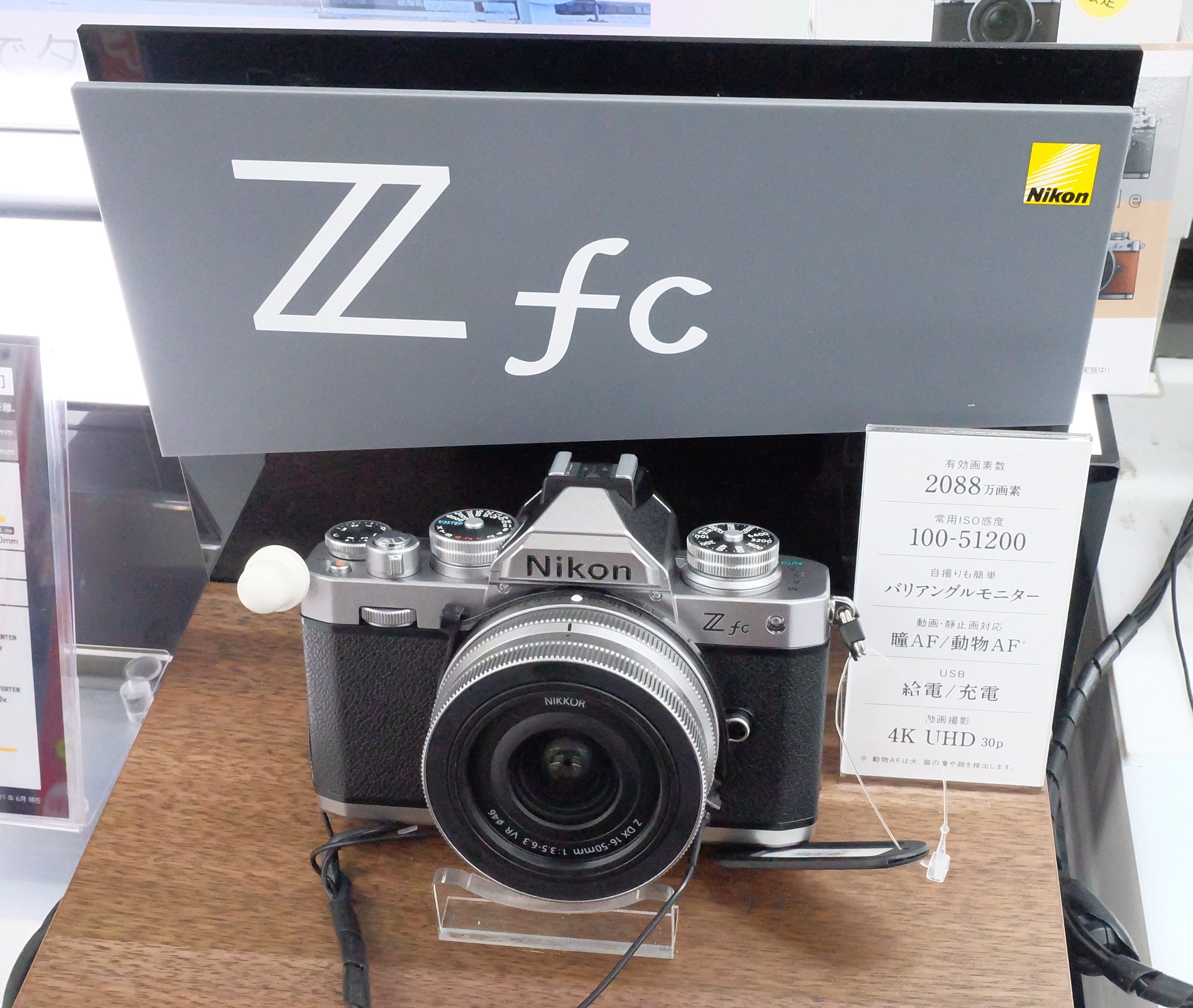
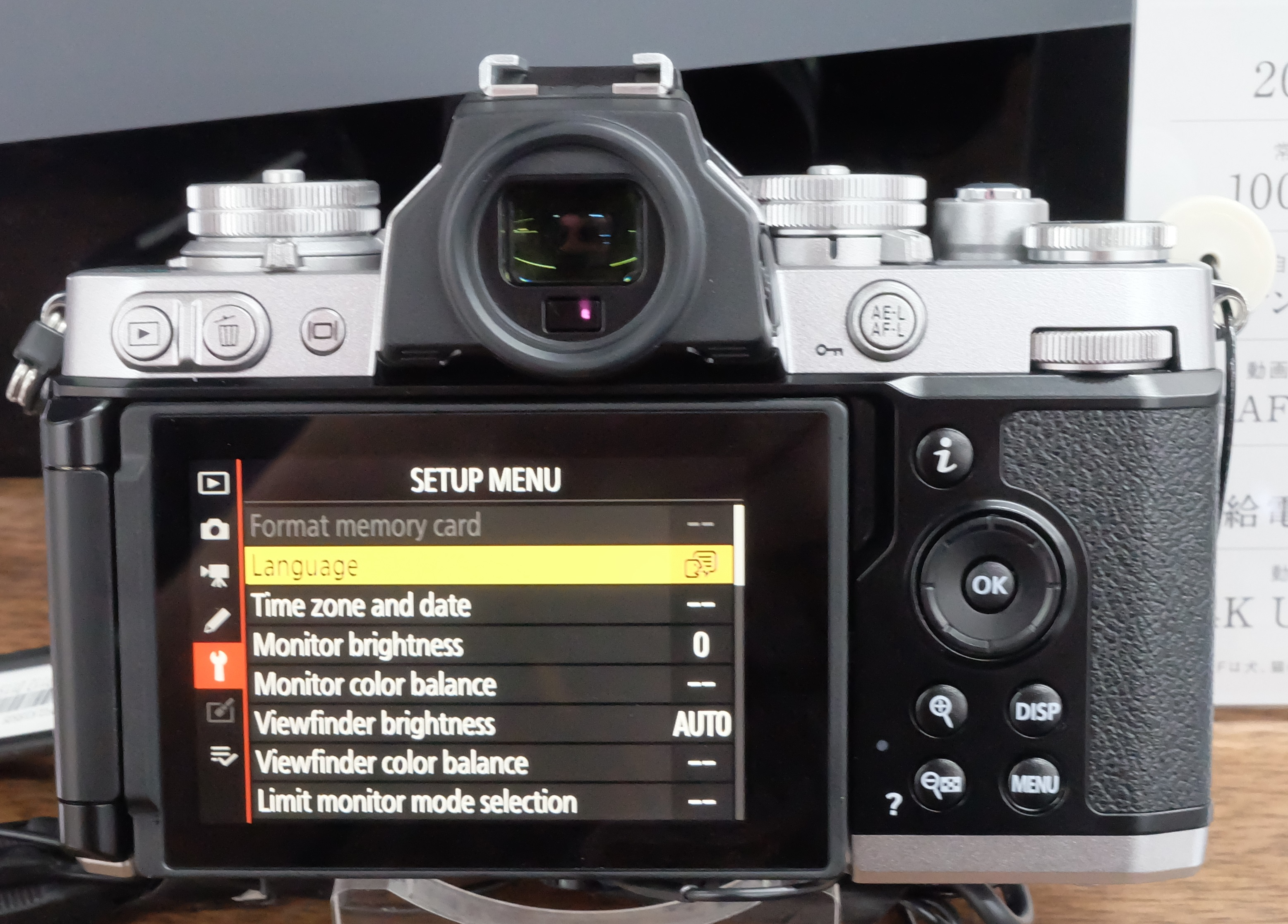
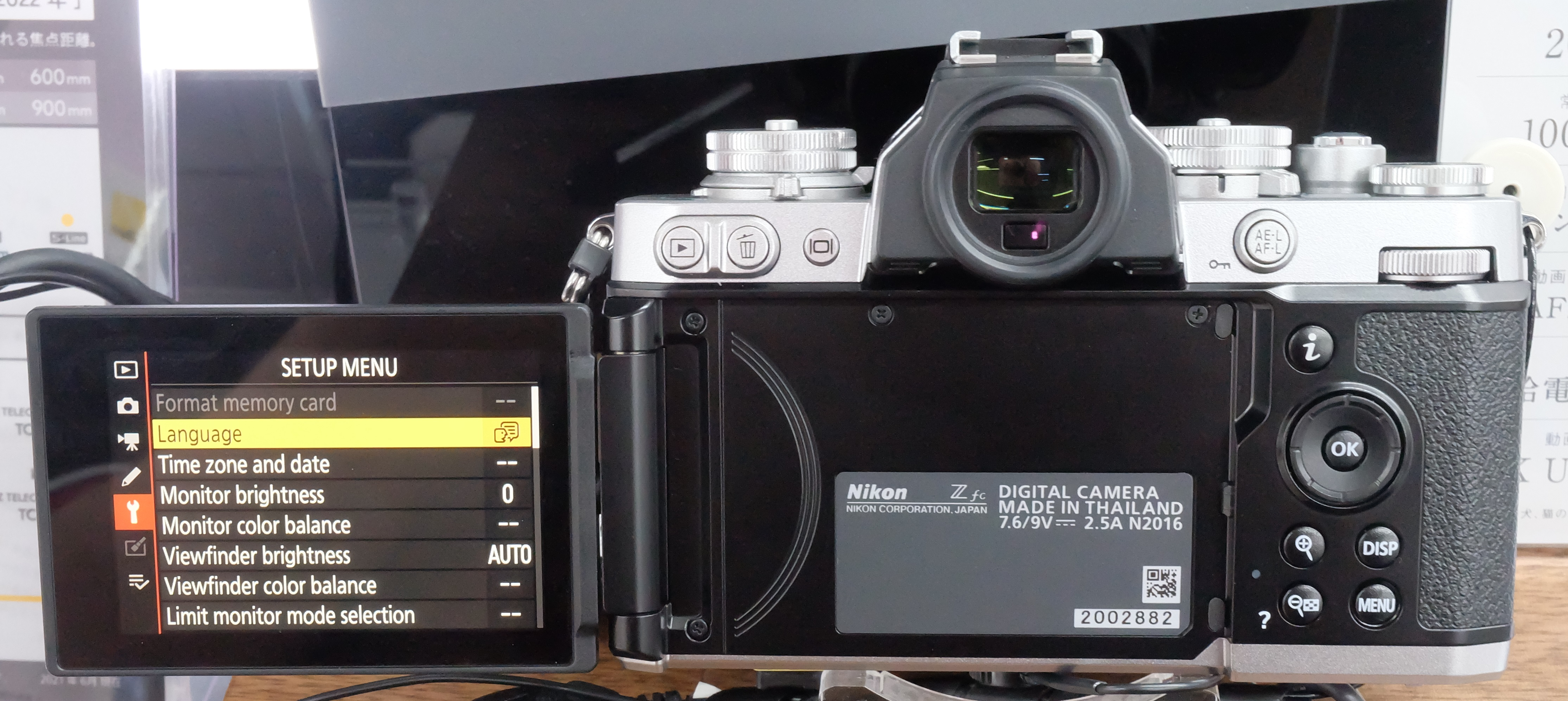
Hátsó kijelző kihajtott állapotban
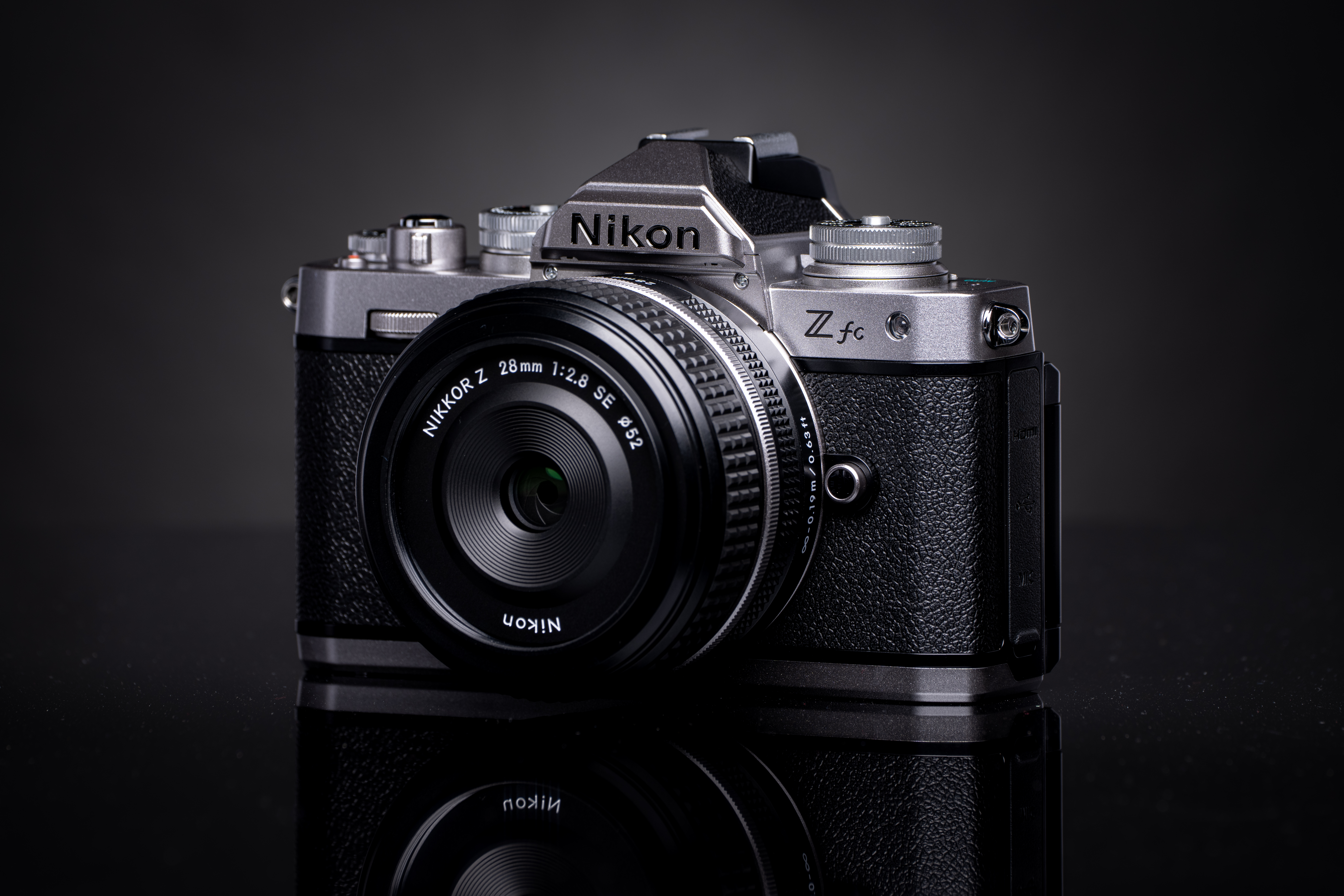
Z fc + NIKKOR Z 28 mm f/2.8 SE
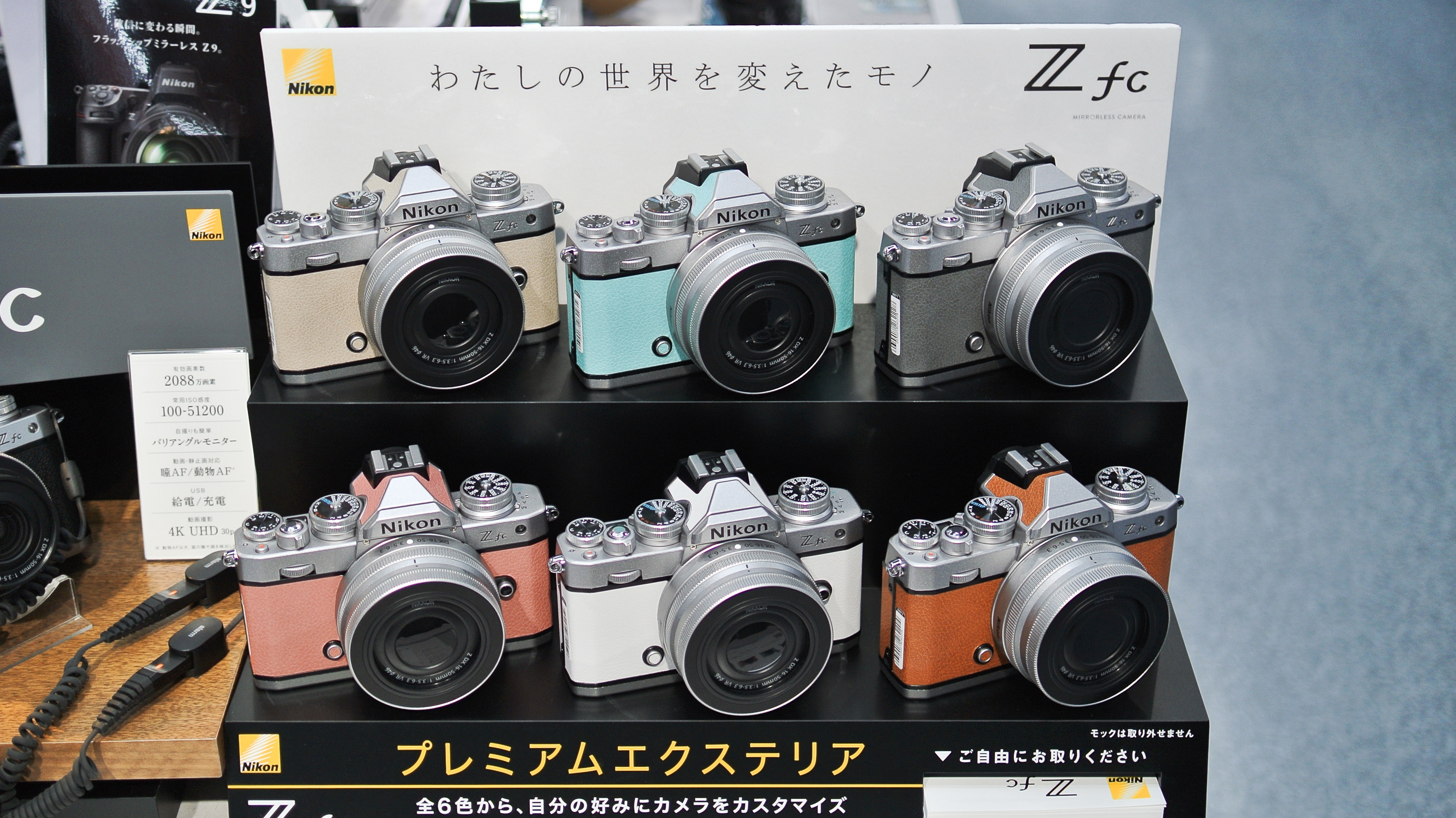
Z fc különböző színekben
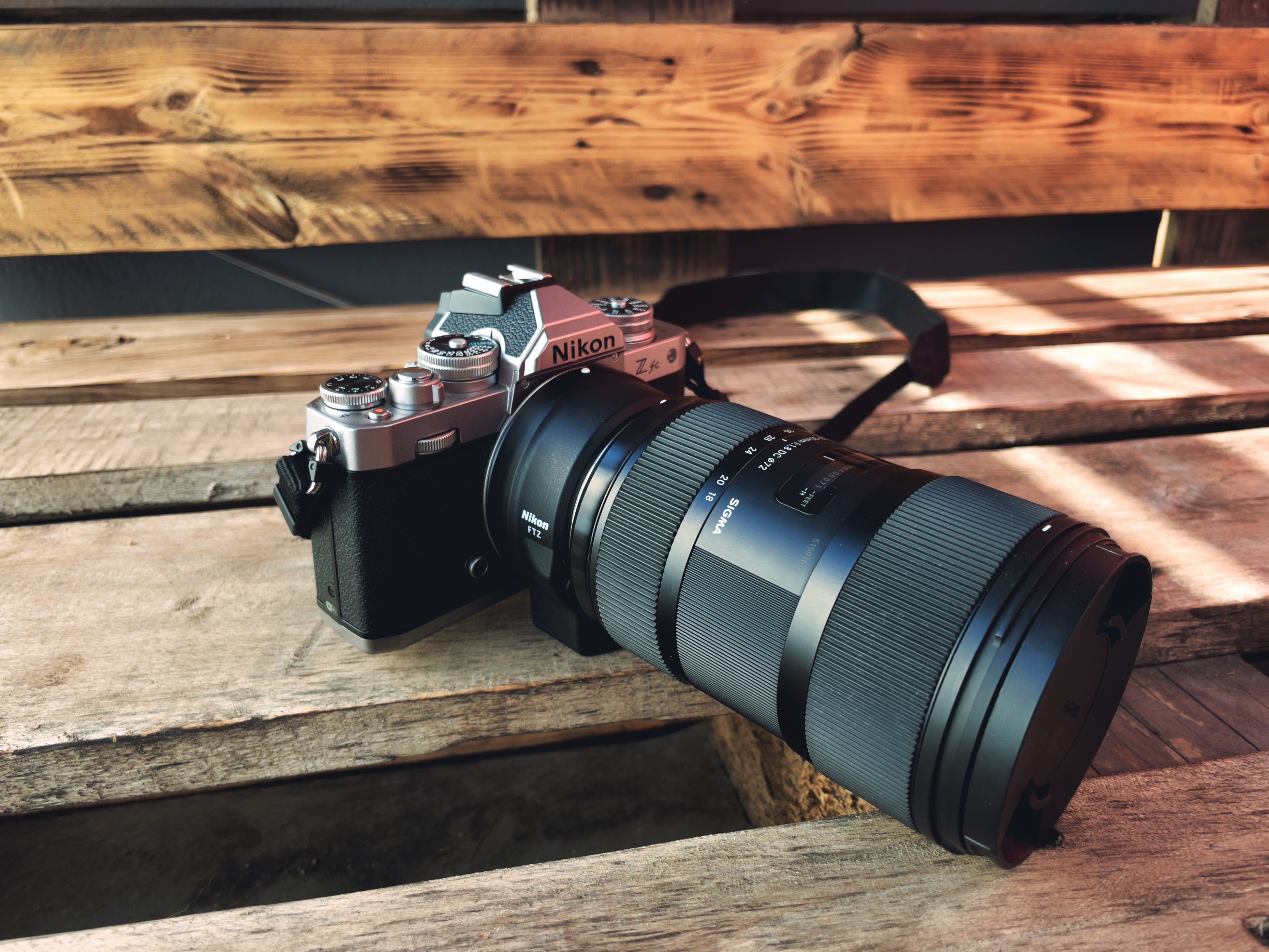
Z fc egy Sigma 18-35 mm f/1.8 F-bajonettes objektívvel, FTZ adapterrel